# Liste d'espèces végétales et animales nommées en référence à Théodore Monod
Théodore Monod ramena de ses différentes expéditions une quantité énorme d'échantillons qu'il n'eut pas le temps de décrire en totalité. Il en offrit une grande quantité au Muséum national d'histoire naturelle. Ces échantillons, analysés par la suite, furent souvent l'origine d'une description d'une nouvelle espèce. Elles furent souvent nommées en son honneur : « monodi », « monodii », « monodiana », « monodianum »...

## Flore

### Végétaux
| - Acridocarpus monodii Arènes et Jaeger 1959 - Asterosphaeroides monodii Boureau 1976 - Atractylis monodii Arènes 1953 - Beta monodiana Maire 1931 - Campanula monodiana Maire 1943 - Centaurea monodii Arènes 1953 - Cocconeis monodii Amossé 1970 - Cosmarium monodii Bourrelly 1957 - Diploneis monodi Guermeur 1954 - Dombeyoxylon monodii Boureau 1949 (fossile) - Drepanocarpus fluitans var. monodii Potier de la Varde 1953 - Eragrostis monodii Camus 1958 - Eriocaulon monodii Moldenke 1949 - Gollania monodii Potier de la Varde 1959 - Gnathobacula monodii Boureau Locquin et Taugourdeau 1985 - Gymnostomiella monodii Potier de la Varde 1953 | - Helichrysum monodianum Quezel 1957 - Heterophyllium monodii Potier de la Varde 1959 - Linaria monodiana Maire 1937 - Mastogloia monodi Guermeur 1954 - Maytenus monodii Exell 1959 - Navicula monodi Guermeur 1954 - Palmocaulon monodi Boureau et Prakash 1969 - Pennisetum Chudeaui ssp. monodi Maire 1931 - Pentzia monodiana Maire 1929 - Selaginella monodii Alston 1959 - Spirogyra monodiana Gauthier-Lièvre 1941 - Suaeda monodiana Maire 1937 - Synedra monodi Guermeur 1954 - Tamarix gallica nilotica var. monodii Maire 1937 - Tribulus alatus var. monodii Maire 1937 - Wolffiella monodi Jovet - Ast 1968 |

### Formations végétales
- Chudealium monodi (et ssp. Monodi) Roberty 1946
- Aserosphaeroides monodii Boureau 1976
- Cocconeis monodii Amossé 1970

## Faune
- Oiseaux
  - Ammomanes deserti monodi Villiers 1950

- Foraminifères
  - Laffitteina monodi Maire 1945 fossile

- Spongiaires
  - Tetilla monodi Burton 1929 renommé en Craniella monodi (Burton, 1929)

- Grégarines
  - Stylocephaloides monodi Theodorides Desportes et Jolivet

- Cnidaires
  - Alcyonium monodi Dur (t.IX) 1955
  - Bimeria monodi Billard 1927
  - Gyrostoma monodi Carlgren 1927
  - Leptogorgia monodi Stiasny 1937
  - Microcyclus monodi Le Maître 1952 (fossile)
  - Polythoa monodi Pax et Muller 1956

- Graptolithes
  - Monograptus monodi Le Maître 1952

- Echinodermes
  - Cladoctyla monodi Cherbonnier 1950

- Vers
  - Andrya monodi Joyeux et Baer 1930
  - Coelotophrium monodi Dollfus 1970
  - Dicyema monodi Nouvel 1934
  - Ichthyanisakis monodi Joyeux, Gendre et Baer 1928
  - Metacercaria theomonodi Dollfus 1966
  - Mesocoelium monodi Dollfus 1929
  - Numidica monodi Baylis 1930
  - Rhinobothrium monodi Euzet 1953

- Rotifères
  - Lepadella monodi Berzins 1959

- Mollusques
  - Cardita (Venericardia) monodi Nicklès 1953
  - Cardium monodi Tessier 1952 (fossile)
  - Drillia monodi J.Knud 1956
  - Oncidiella monodi Gabe, Prenant et Sourie 1951
  - Natica monodi Marche-Marchad 1957
  - Solariella monodi Fischer et Nicklès 1946

- Crustacés

| - - Alphaeopsis monodi Sollaud 1932 - Apolaophonte monodi Chappuis 1959 - Argulus monodi Fryer 1959 - Artacolax monodi Briand 1924 - Asellus Gauthieri theodori Birstein 1951 - Asellus monodi Strouhal 1942 - Astacilla monodi Tatersall 1925 - Bathygnathia monodi Cals 1974 - Bryocyclops monodi Kiefer 1960 - Callichirus monodi de Saint Laurent et le Leuff 1979 - Cirolama monodi Jones 1936 - Cymodocea monodi Bacesco 1958 - Cyprinotus symmetricus monodi Gauthier 1938 - Cytheridella monodi Klié 1936 - Diagoniceps monodi Chappuis et Kunz 1955 - Dies monodi Barnard 1951 - Dromia monodi Forest - Guinot 1966 - Dysiosguilla monodi Cadenat 1954 - Echinocamptus monodi Dussart 1974 - Elaphognathia monodi Bacesco 1960 - Ergasilus monodi Brian 1927 - Excirolana monodi A.Carvacho 1977 - Globonautes monodosus Bott 1959 - Hanonias monodi Bowley 1935 | - - Haptonisius monodi Chardy 1974 - Iomtopsis monodi Nordenstham 1933 - Ixa monodi Holthuis et Gottlieb 1956 - Lamproglena monodi Capart 1944 - Lernanthropus monodi Delamare-Deboutteville 1953 - Lernanthropus theodori Brian 1924 - Lysiosquilla monodi Cadenat 1954 - Metacypris monodi Klié 1936 - Microceras monodi Paulian de Felice 1941 - Microcerberus monodi Delamare-Deboutteville-Chappuis 1957 - Monodella stygicola Ruffo 1949 - Neotroglocarcinus monodi Fize - Serene 1957 - Nerocila monodi Hale 1940 - Orchestia monodi Mateus, Mateus et Alfonso 1986 - Parachea monodi Guinot 1969 - Parastenocaris monodi Chappuis 1959 - Petrolisthes monodi Fenner A.Chace 1956 - Pilumnoïdes monodi Guinot et Macpherson 1987 - Portunicepon monodi Bourdon 1967 - Potamonautes aubryi var. monodi Balss 1929 - Serolis monodi Cals 1979 - Skotobaena monodi Ferrara et Lanza 1978 - Sphaeroma monodi Bocquet, Hoestland et Levi 1954 - Stenetrium monodi Nordenstam 1946 - Troglocarcinus monodi Fize et Serene 1955 - Zirpus monodi Gordon 1953 |

- Myriapodes
  - Brachyschendyla monodi Brölemann 1924
  - Dusevinlisoma monodi Schubart 1955

- Arachnides
  - Andoharano monodi Legendre 1971
  - Butheoloides monodi Vachon 1950
  - Eutetranychus monodi André 1954
  - Filistrata monodi Legendre 1971
  - Limnesia monodi Walter 1940
  - Liponyssus monodi Hirst 1925
  - Poecilochrea monodi Fage 1929
  - Solanella monodi Tescher et Nickles 1946

- Brachiopodes
  - Aratanea monodi Schmidt 1967

- Ammonites
  - Monodites Bert 2009 (genre)
  - Monoditidae Bert 2009 (famille)

- Insectes

| - - Adraria monodi Villers 1956 - Afroubria monodi Villiers 1961 - Aphanarthrum monodi Paulian et Villiers 1940 - Arthrodosis monodi Franklin Pierre 1974 - Ceratrimeria monodi Delamare-Deboutteville-Paulian 1952 - Cleptocoris monodi Villiers 1948 - Corus monodi Lepesme et Breunig 1953 - Duplachiraspis monodi Rungs 1943 - Eremiaphila monodi Chopard 1941 - Eremogryllodes monodi Chopard 1929 - Eremiaphila monodi Chopard 1941 - Eurycoccus monodi Raleshomsky et Ferrero 1969 - Helops (Nesotes) monodi Alluaud 1935 - Heteronychus monodi Paulian 1954 - Hydrometra monodi Poisson 1939 - Hygrophorus monodi Coronier 1985 - Ifan monodi Lepesme 1947 | - - Lepteroblatta monodi Chopard 1989 - Microlestes monodi Mateu 1963 - Naboandelus monodi Poisson 1928 - Omphrale monodi Seguy 1953 - Parabolocratus monodi Villiers 1956 - Paracopium monodi Schonteden 1961 - Platypleura monodi Lallemand 1927 - Platythyrea monodi Bernard 1952 - Ptychomus politus var. monodi Théry 1930 - Rhoptromyrmex opacus monodi Bernard 1952 - Stizus (Bembecinus) monodi Berland 1950 - Termitotrux monodi Paulian 1947 - Tetropiopsus monodi Pic 1947 |

- Graptolithes
  - Monograptus monodi Le Maître 1952

- Tuniciers
  - Molgula monodi Pérès 1949

- Amphibiens
  - Phymobatrachus monodi de Writte 1930

- Poissons
  - Caecula monodi Roux 1966 renommé Apterichtus monodi (Roux, 1966)
  - Chirolophius monodi Le Danois 1971 renommé Lophiodes monodi (Le Danois, 1971)
  - Cynoglossus monodi Chabanaud 1949
  - Diaphus monodi Fowler 1934 fusionné avec Diaphus lucidus (Goode & Bean, 1896)
  - Emmelichthys monodi Poll et Cadenat 1954
  - Erythrocles monodi Poll et Cadenat 1954
  - Gavialocharax monodi Pellegrin 1927 renommé Ichthyborus monodi (Pellegrin, 1927)
  - Mugil monodi Chabanaud 1926 fusionné avec Mugil capurrii (Perugia, 1892)
  - Psenes monodi Fourmanoir 1971
  - Tilapia monodi Daget 1954 fusionné avec Oreochromis aureus (Steindachner, 1864)